# Josef Kink
Josef Kink (* 2. Juni 1953) ist ein ehemaliger deutscher Eishockeyspieler, der unter anderem für den EV Rosenheim in der Bundesliga aktiv war.

## Karriere
Josef Kink begann seine Eishockeykarriere beim EV Rosenheim (EVR). Ab der Saison 1971/72 kam er in der ersten Mannschaft zum Einsatz, die in der damals noch zweitklassigen Oberliga an den Start ging. Der Stürmer stieg mit der Mannschaft in die Bundesliga auf, ein Jahr später aber schon wieder in die neu gegründete 2. Bundesliga ab. Im Jahr 1975 gewann er mit dem EVR die Zweitliga-Meisterschaft. Anschließend entschied er sich für einen Wechsel zum EC Deilinghofen, den er nach einer Saison wieder verließ. Nach einer Spielzeit ohne Verein schloss sich Kink ab 1977 für zwei Jahre dem EHC 70 München an, ehe er seine Karriere im Jahr 1979 beendete.

## Erfolge und Auszeichnungen
- 1972 Aufstieg in die Bundesliga mit dem EV Rosenheim
- 1975 Meister der 2. Bundesliga und Aufstieg in die Bundesliga mit dem EV Rosenheim

## Karrierestatistik
(Legende zur Spielerstatistik: Sp oder GP = absolvierte Spiele; T oder G = erzielte Tore; V oder A = erzielte Assists; Pkt oder Pts = erzielte Scorerpunkte; SM oder PIM = erhaltene Strafminuten; +/− = Plus/Minus-Bilanz; PP = erzielte Überzahltore; SH = erzielte Unterzahltore; GW = erzielte Siegtore; 1 Play-downs/Relegation; Kursiv: Statistik nicht vollständig)